# FC Wacker Innsbruck (2002)
FC Wacker Innsbruck is een Oostenrijkse voetbalclub uit Innsbruck, de hoofdstad van de deelstaat Tirol. Het is na Rapid Wien en Austria Wien de succesvolste club uit Oostenrijk. De club werd tien keer landskampioen en wist zeven keer de beker te winnen. De clubkleuren zijn groen-zwart.

## Geschiedenis

### Oprichting en voorlopig einde als FC Sturm
De geschiedenis van voetbal in Tirol begon al in 1905 met de oprichting van Fußball Innsbruck. Zo'n 10 jaar later richtten Jakob Hanspeter, Benedikt Hosp, Josef Leitner, Josef Albrecht en nog enkele anderen die niet bekend zijn, een nieuwe club op Wacker Innsbruck, met officiële oprichtingsdatum 4 februari 1915. De Clubkleuren waren zwart-groen. De Eerste Wereldoorlog zorgde er echter voor dat het voetbal in Tirol stil kwam te liggen. De club was medeoprichter van de Tiroler voetbalbond en op 18 september 1920 speelde de club de eerste wedstrijd in deze competitie tegen Rapid Innsbruck (1-1). In 1922 werd Wacker laatste, om de degradatie te vermijden fuseerde Wacker met Rapid en werd zo FC Sturm Innsbruck. Ondanks een 3de plaats in 1923 werd de club opgeheven wegens onenigheden tussen het bestuur en de spelers.

### Heroprichting en Tirolercompetitie
Datzelfde jaar werd de club heropgericht met opnieuw de naam FC Wacker Innsbruck en in het seizoen 1924/25 werd Wacker toegelaten tot de Tiroolse tweede klasse en nam de club het Tivolistadion in gebruik. In 1926 promoveerde de club naar de 1ste klasse. In de beker van Tirol speelde Wacker de finale tegen Innsbrucker AC, het werd 1-1 en er kwam geen replay maar beide clubs werden als winnaar uitgeroepen. Degradatie kwam er in 1936 maar na één seizoen keerde Wacker terug naar de Tiroler A-klasse. Intussen werd Oostenrijk door Duitsland geannexeerd en werd de Kreisliga de hoogste klasse in Tirol. In 1941 werd de club kampioen, al wordt deze titel niet officieel erkend door de Tiroler voetbalbond. Twee jaar later degradeerde de club echter

### Naoorlogse successen en promotie naar de hoogste klasse
Na de Tweede Wereldoorlog werd in 1946 een verkorte competitie gespeeld waaraan Wacker echter niet kon deelnemen omdat de club te weinig spelers ter beschikking had. Voor het seizoen 1946/47 schreef de club zich weer in voor de tweede klasse en haalde meteen de titel. Wacker werd echter meteen weer naar de B-klasse Innsbruck verwezen na een 10e plaats. In 1949 werd opnieuw de titel behaald en speelde tot 1953 in de A-klasse van de stad Innsbruck, daarna promoveerde de club naar de Tiroler Landesliga waar in 1958 de titel behaald werd en zo promoveerde Wacker naar de Arlbergliga, een 2de klasse in de Oostenrijkse competitie. Na een derde plaats in 1960 werd de club voor het eerst kampioen van Tirol. Ook in 1961 en 1962 werd deze titel behaald. In 1964 werd Wacker kampioen van de Regionalliga West en promoveerde zo voor het eerst naar de hoogste klasse van Oostenrijk, de Staatsliga A.

### De weg naar de eerste landstitel
Na twee goede seizoen werd Wacker in 1967 en 1968 vice-kampioen achter Rapid Wien. Het volgende seizoen werd voor het eerst de kwartfinale van de beker bereikt. In 1970 won de club zelfs de beker in de finale tegen Linzer ASK met 1-0. In de Europacup werd in de 1/8ste finale de thuiswedstrijd gewonnen tegen het almachtige Real Madrid, in Madrid leek het tot 15 minuten voor het einde dat de kwalificatie binnen was maar met 2 late doelpunten sloeg Real de droom van Wacker stuk.
In 1971 moesten de grote clubs uit Wenen toekijken hoe de titelstrijd ging tussen Wacker en Austria Salzburg. Aan de winterstop stond Salzburg aan de leiding maar op het einde van het seizoen greep Wacker de macht. Op 19 juni 1971 won de club met 2-4 tegen SC Wacker Wien (meteen ook de laatste wedstrijd van deze club die fuseerde en verdween) en werd zo kampioen. Bij de terugkomst van de spelers in Innsbruck wachtten duizenden fans hen op en werd er tot in de vroege uurtjes gefeest in de stad.

### Verbond met WSG Wattens
Op 20 juli 1971 besloot het bestuur van Wacker en dat van WSG Wattens (ook een eersteklasser) om de handen ineen te slaan en zo kwam de fusieclub SpG Swarovski Wattens-Wacker Innsbruck tot stand. De club werd meestal SSW Innsbruck (Spielgemeinschaft Swarovski Wacker Innsbruck) genoemd. In de jaren zeventig was de club de sterkste van heel Oostenrijk en won 4 keer de landstitel en evenveel keer de beker. Ook de Mitropacup werd 2 keer binnen gehaald. In 1975 trof de club Boedapest Honvéd SE in de finale en won met 3-1 thuis en 1-2 in Boedapest. Het volgende seizoen was het Joegoslavische Velez Mostar de tegenstander en SSW won twee keer met 3-1. In 1978 werd ook een eerste succes geboekt in de Europacup I, FC Basel en Celtic FC werden opzij geschoven, maar in de kwartfinale was het Duitse Borussia Mönchengladbach te sterk.
Het volgende seizoen kwam echter de ontnuchtering, een sterk afgezwakt SSW degradeerde voor het eerst naar de 2de klasse. In 1981 promoveerde de club terug en werd derde. In 1982 en 1983 werd de bekerfinale bereikt maar de club verloor telkens met duidelijk cijfers van respectievelijk Rapid en Austria Wien. De economische status van de club werd alsmaar slechter en het profvoetbal stond op de helling.

### Nieuwe start in voetbalkelder
In 1983 besloten Wacker en WSG Wattens hun wegen te scheiden en verbraken de fusie. In 1986 werd FC Swarovski Tirol opgericht die de eersteklasseplaats van Wacker overnam en ook het grootste deel van het elftal. FC Wacker Innsbruck begon opnieuw in de kelder van het competitiesysteem. Ondanks het lage niveau werden toch goede Tiroolse spelers aangetrokken om voor de club te spelen. Wacker was te sterk voor de kleine amateurclubs en won vaak met monsterscores, 19-0 tegen Igsl was de topscore. Promoties volgden elkaar snel op en in 1990 speelde de club in de 2. Landesliga West. In 1991 promoveerde de club naar de Tiroler Liga (vijfde klasse). In het voorjaar van 1992 werd bekend dat Wacker de Bundesliga-licentie van Swarovski Tirol overnam nadat deze club opgeheven werd. Het toenmalige team bleef ook nog verder voetballen in de Regionalliga Tirol.

### Laatste seizoen in de Bundesliga
Na zes jaar keerde de club dus terug op het hoogste niveau. Voorzitter Fritz Schwab haalde Branko Elsner terug naar de club, hij trainde ook al in de jaren zeventig met de club. De Daniel Swarovski Corporation was opnieuw de sponsor van de club. De clubnaam luidde dan ook FC Wacker Swarovski Innsbruck. In de competitie werd de vijfde plaats behaald en ook de beker werd binnen gehaald na een 3-1 zege tegen Rapid. In de supercup nam de club het op tegen Austria Wien en speelde eerst gelijk 1-1, maar in de remise won Austria met 1-3. Na politieke druk werd de profafdeling van de club afgescheiden en ging verder als FC Tirol Innsbruck, het amateurelftal speelde weer gewoon verder in de Regionalliga Tirol.

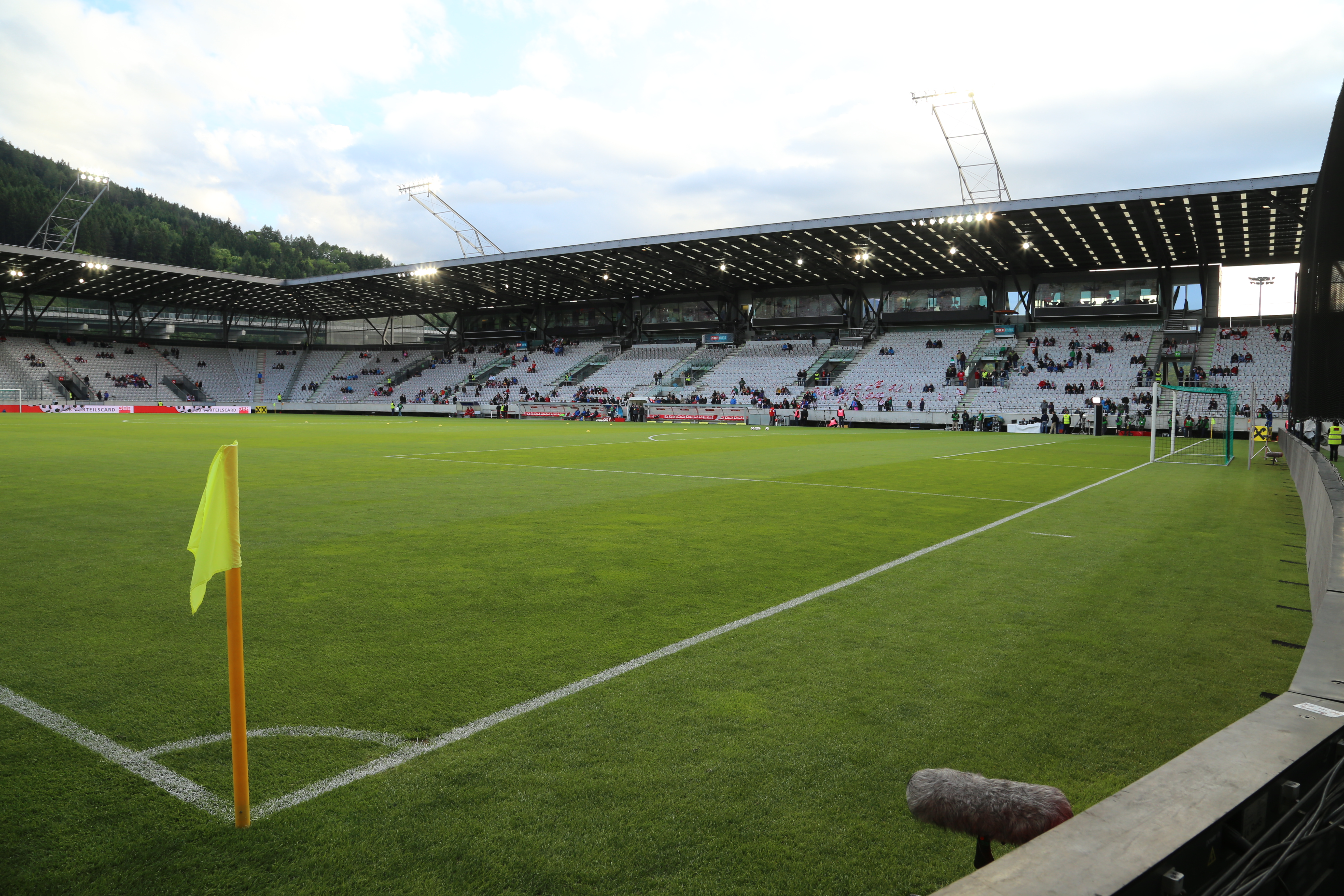
Het Tivoli-stadion in Innsbruck

### Weer een nieuwe start en de ondergang
In 1994 werd de tweede plaats veroverd in de Regionalliga. Toch viel de overgang van profclub naar amateurclub zwaar, in de beker trad de club aan als titelverdediger maar werd in de tweede ronde uitgeschakeld door FC Kufstein met 0-8. De volgende jaren ging Wacker sportief nog meer achteruit en degradeerde. Het doel van de club werd van promotie veranderd naar behoud. In 1998 werd Wacker vijftiende, maar koos voor een vrijwillige degradatie naar de tweede klasse van Tirol. In de zomer van 1999 fuseerde de club met de amateurs van FC Tirol en zo was Wacker geschiedenis. 
Uiteindelijk ging FC Tirol Innsbruck in 2002 failliet. Men wilde Wacker nieuw leven inblazen, toen werd FC Wacker Tirol als vervanger opgericht. Om niet in de kelder van de voetbalpiramide te starten werd een fusie aangegaan met WSG Wattens en speelde als SpG WSG Wattens-FC Wacker Tirol in de Regionalliga West, de derde klasse. De club werd kampioen en promoveerde naar de tweede klasse, de fusie werd opgeheven en WSG Wattens werd naar de Landesliga verwezen. Wacker Tirol vierde een tweede opeenvolgende titel en speelde zo in 2004/05 in de Bundesliga. In het eerste seizoen werd de zesde plaats bereikt, maar in 2006 kon degradatie maar net vermeden worden. In 2007 eindigde men opnieuw net boven de degradatiestreep. Op 1 juli 2007 veranderde de club van naam en gaat het als FC Wacker Innsbruck verder. In 2008 degradeerde de club, na twee seizoenen werd men kampioen van de Erste Liga met twee punten meer dan FC Admira Wacker Mödling. 

### Tussen Bundesliga en Erste Liga
Na een spannende competitie in 2009/10 konden de groen-zwarten na de wedstrijd tegen Red Bull Juniors opnieuw promoveren naar de Bundesliga. Het verbleef er tot en met 2014, toen moest het na een kansloos seizoen verder in de Erste Liga. In dat seizoen bestond de club 100 jaar als Innsbrucker voetbal vereniging. Hoewel de verwachtingen van Wacker Innsbruck elk jaar weer hoog waren, lukte het niet om terug te keren bij de elite. Dat gebeurde pas in het seizoen 2017/18, toen na een 3-1-thuiszege tegen SV Ried de promotie werd behaald. Na vier seizoenen Erste Liga keert de Tiroolse club weer terug in de Bundesliga, die in 2018/19 met twaalf ploegen van start zou gaan. De groen-zwarten verbleven het hele jaar in de degradatiezone en ook in de play-offs kon men geen potten breken, waardoor men na een jaar alweer terug zakte naar de 2. Liga.

### Vrijwillige degradatie naar amateurvoetbal
Opnieuw kwam Wacker Innsbruck in financieel zwaar weer terecht en in 2022 kreeg het geen proflicentie toegewezen. Men ging niet in beroep tegen het oordeel van de licentiecommissie en zakte vrijwillig af naar de Landesliga, die ook wel Tiroler Liga wordt genoemd. 

## Naamsveranderingen
- 1915 — opgericht als FC Wacker Innsbruck
- 1971 — fusie met WSG Wattens → SSW Innsbruck
- 1986 — opheffing fusie, naam veranderd in FC Tirol Innsbruck
- 1992 — overname FC Wacker Innsbruck
- 2002 — sluiting club
- 2002 — heroprichting FC Wacker Tirol
- 2002 — fusie met WSG Wattens → SPG WSG Wattens-FC Wacker Tirol
- 2003 — opheffing fusie → FC Wacker Tirol
- 2007 — naamsverandering in FC Wacker Innsbruck

## Erelijst
- Landskampioen (10x)

1970/71, 1971/72, 1972/73, 1974/75, 1976/77, 1988/89, 1989/90, 1999/00, 2000/01, 2001/02
- Beker van Oostenrijk (7x)

1969/70, 1972/73, 1974/75, 1977/78, 1978/79, 1988/89, 1992/93
- Mitropacup (2x)

1974/75, 1975/76

## Eindklasseringen (grafisch) vanaf 2003
- 2003 1e
Regionalliga
- 2004 1e
2. Liga
- 2005 6e
Bundesliga
- 2006 9e
Bundesliga
- 2007 9e
Bundesliga
- 2008 10e
Bundesliga
- 2009 2e
2. Liga
- 2010 1e
2. Liga
- 2011 6e
Bundesliga
- 2012 7e
Bundesliga
- 2013 8e
Bundesliga
- 2014 10e
Bundesliga
- 2015 6e
2. Liga
- 2016 3e
2. Liga
- 2017 4e
2. Liga
- 2018 1e
2. Liga
- 2019 12e
Bundesliga
- 2020 6e
2. Liga
- 2021 4e
2. Liga

- Bundesliga
- 2. Liga
- Regionalliga

De 2. Liga stond tot en met 2018 bekend als Erste Liga.

## Eindklasseringen
| FC Wacker Tirol     |    |    |              |    |    |    |    |        |    |       |
| 2002–2003           | 1  | 16 | Regionalliga | 30 | 26 | 2  | 2  | 101–17 | 80 |       |
| 2003–2004           | 1  | 10 | Erste Liga   | 36 | 22 | 6  | 8  | 65–44  | 72 |       |
| 2004–2005           | 6  | 10 | Bundesliga   | 36 | 11 | 11 | 14 | 48–48  | 44 | 5.913 |
| 2005–2006           | 9  | 10 | Bundesliga   | 36 | 10 | 12 | 14 | 44–55  | 42 | 4.996 |
| 2006–2007           | 9  | 10 | Bundesliga   | 36 | 8  | 10 | 18 | 40–64  | 34 | 5.403 |
| FC Wacker Innsbruck |    |    |              |    |    |    |    |        |    |       |
| 2007–2008           | 10 | 10 | Bundesliga   | 36 | 6  | 11 | 19 | 32–63  | 29 | 6.297 |
| 2008–2009           | 2  | 12 | Erste Liga   | 33 | 18 | 8  | 7  | 65–44  | 62 |       |
| 2009–2010           | 1  | 12 | Erste Liga   | 33 | 21 | 6  | 6  | 67–26  | 69 |       |
| 2010–2011           | 6  | 10 | Bundesliga   | 36 | 13 | 11 | 12 | 43–42  | 50 | 9.411 |
| 2011–2012           | 7  | 10 | Bundesliga   | 36 | 10 | 15 | 11 | 36–45  | 45 | 6.390 |
| 2012–2013           | 8  | 10 | Bundesliga   | 36 | 11 | 3  | 22 | 41–75  | 36 | 5.157 |
| 2013–2014           | 10 | 10 | Bundesliga   | 36 | 5  | 14 | 17 | 42–70  | 29 | 5.895 |
| 2014–2015           | 6  | 10 | Erste Liga   | 36 | 11 | 10 | 15 | 32–43  | 43 | 3.959 |
| 2015–2016           | 3  | 10 | Erste Liga   | 36 | 17 | 8  | 11 | 61–47  | 59 | 3.747 |
| 2016–2017           | 4  | 10 | Erste Liga   | 36 | 15 | 9  | 12 | 58–53  | 54 | 2.986 |
| 2017–2018           | 1  | 10 | Erste Liga   | 36 | 21 | 8  | 7  | 60–31  | 71 | 3.487 |
| 2018–2019           | 12 | 12 | Bundesliga   | 32 | 8  | 5  | 19 | 32–51  | 29 | 4.169 |
| 2019–2020           | 6  | 16 | 2. Liga      | 30 | 13 | 5  | 12 | 44–49  | 44 | 1.563 |
| 2020–2021           | 4  | 16 | 2. Liga      | 30 | 17 | 6  | 7  | 50-33  | 57 |       |

## Bekende (oud-)spelers
- Samuel Koejoe
- Nedijeljko Zelić